# Gymnopholus herbarius
Gymnopholus herbarius  (лат.) — вид мелких жуков-долгоносиков  рода Gymnopholus из подсемейства Entiminae семейства Curculionidae (Eupholini, Coleoptera). Эндемик острова Новая Гвинея.

## Распространение
Встречаются на острове Новая Гвинея на высотах выше 2 км, в том числе на альпийских лугах на горе Mt Albert Edward (2800-3200 м).

## Описание
Среднего размера нелетающие жуки-долгоносики. Длина тела 2—3 см; чёрные; верх матовый, низ блестящий. Скутеллюм мелкий. Голова длиннее проторокса. Проторакс длиннее своей ширины. Надкрылья субпараллельные по бокам, округлые у вершины. Характерны для тропических влажных и горных лесов. Взрослые жуки питаются листьями молодых деревьев. На надкрыльях отмечены симбиотические грибы, лишайники. От близкого вида Gymnopholus cheesmanae отличается более мелкими выступами-туберкулами на пронотуме.

## Систематика
Вид был впервые описан в 1966 году и включён в состав подрода Symbiopholus Gressitt, 1966 американским энтомологом Линсли Гресситтом (J. Linsley Gressitt; Гонолулу, Гавайи, США; 1914—1982). Большинство авторов включают вид Gymnopholus acarifer в трибу Eupholini (в составе подсемейства Entiminae).